# 巴拿馬 (內布拉斯加州)
巴拿馬（英語：Panama）是位於美國內布拉斯加州蘭開斯特縣的村。

## 人口
根據2020年美國人口普查的數據，巴拿馬的面積為0.74平方千米，皆為陸地。當地共有人口235人，而人口密度為每平方千米318人。